# 巴赫里

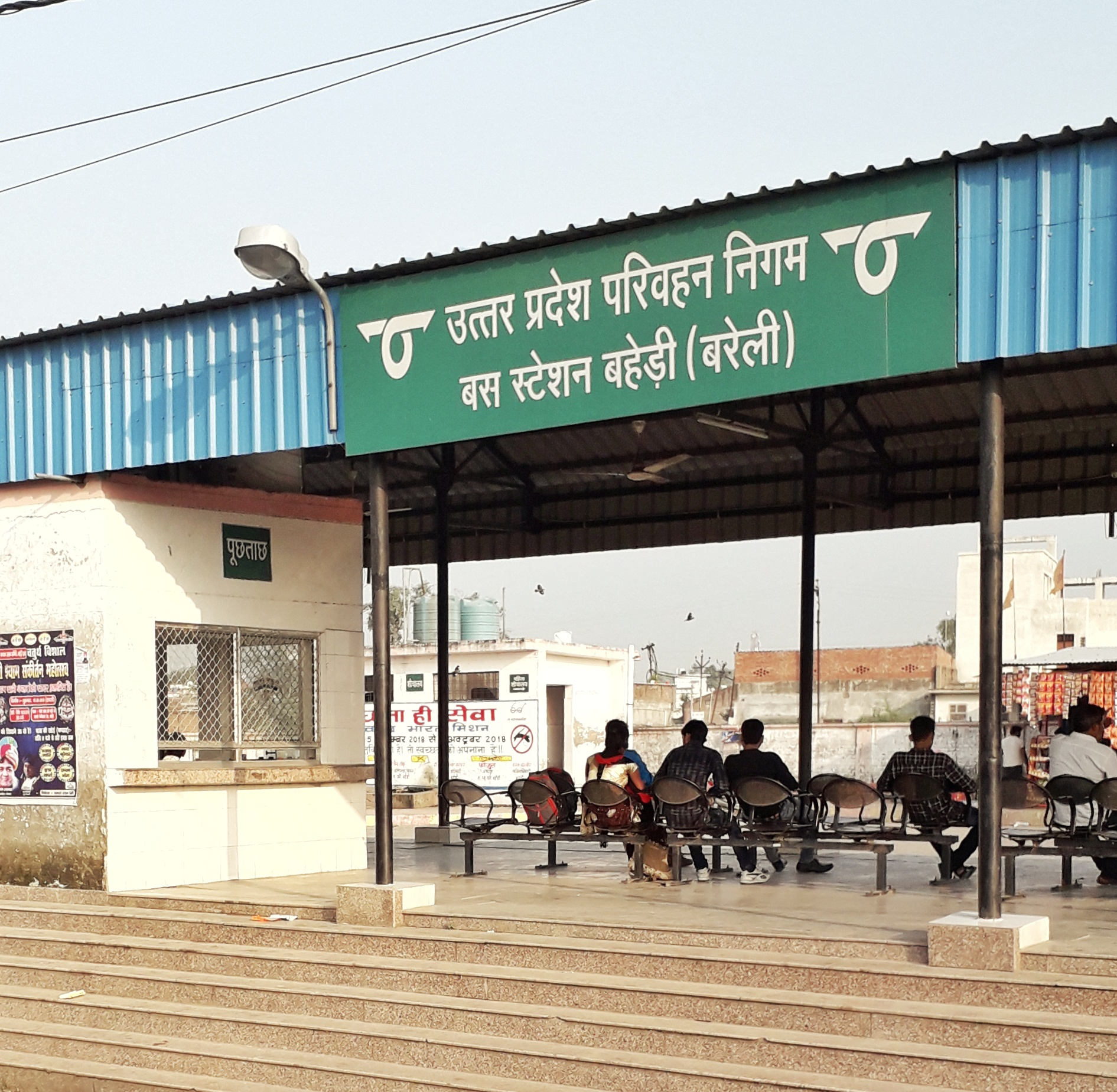
巴赫里公交车站

巴赫里（Baheri），是印度北方邦Bareilly县的一个城镇。总人口58577（2001年）。

## 人口
该地2001年总人口58577人，其中男性31154人，女性27423人；0—6岁人口10389人，其中男5425人，女4964人；识字率43.40%，其中男性为50.83%，女性为34.97%。